# محمد توثیق
محمد توثیق (انگلیسی: Muhammad Tousiq؛ زادهٔ ۵ ژانویهٔ ۱۹۹۵) بازیکن هاکی روی چمن اهل پاکستان است.